# Tithorea
Genre
Tithorea est un genre de papillons de la famille des Nymphalidae et de la sous-famille des Danainae qui résident en Amérique Centrale et en Amérique du Sud sur les cotes nord et Pacifique.

## Historique et  dénomination
Le genre Tithorea a été nommé par Henry Doubleday en 1847.

## Liste des espèces
- Tithorea harmonia (Cramer, [1777])
- Tithorea pacifica Willmott & Lamas, 2004
- Tithorea tarricina Hewitson, 1858[1].